# Biathlon aux Jeux olympiques de 2002
Navigation
Nagano 1998 Turin 2006
Les épreuves de biathlon aux Jeux olympiques d'hiver de 2002 se tiennent du 11 au 25 février 2002 sur le site de Soldier Hollow près de Salt Lake City aux États-Unis.
Lors de cette édition, une nouvelle épreuve fait son apparition au programme : la poursuite, qui est disputée aux Championnats du monde depuis 1997. Chez les hommes, Ole Einar Bjørndalen marque la compétition en remportant la totalité des titres mis en jeu, y compris le relais, soit quatre médailles d'or.

## Podiums
| Épreuve             | Or                                                                         | Argent                                                                            | Bronze                                                                   |
| ------------------- | -------------------------------------------------------------------------- | --------------------------------------------------------------------------------- | ------------------------------------------------------------------------ |
| 10 km sprint H      | Ole Einar Bjørndalen                                                       | Sven Fischer                                                                      | Wolfgang Perner                                                          |
| 12,5 km poursuite H | Ole Einar Bjørndalen                                                       | Raphaël Poirée                                                                    | Ricco Groß                                                               |
| 20 km individuel H  | Ole Einar Bjørndalen                                                       | Frank Luck                                                                        | Viktor Maigurov                                                          |
| relais 4 × 7,5 km H | Norvège Halvard Hanevold Frode Andresen Egil Gjelland Ole Einar Bjørndalen | Allemagne Ricco Groß Peter Sendel Sven Fischer Frank Luck                         | France Gilles Marguet Vincent Defrasne Julien Robert Raphaël Poirée      |
| 7,5 km sprint F     | Kati Wilhelm                                                               | Uschi Disl                                                                        | Magdalena Forsberg                                                       |
| 10 km poursuite F   | Olga Pyleva                                                                | Kati Wilhelm                                                                      | Irina Nikoultchina                                                       |
| 15 km individuel F  | Andrea Henkel                                                              | Liv Grete Poirée                                                                  | Magdalena Forsberg                                                       |
| relais 4 × 7,5 km F | Allemagne Katrin Apel Uschi Disl Andrea Henkel Kati Wilhelm                | Norvège Ann-Elen Skjelbreid Linda Tjørhom Gunn Margit Andreassen Liv Grete Poirée | Russie Olga Pyleva Galina Koukleva Svetlana Ishmouratova Albina Akhatova |

## Tableau des médailles
| Rang | Nation    | Or | Argent | Bronze | Total |
| ---- | --------- | -- | ------ | ------ | ----- |
| 1er  | Norvège   | 4  | 2      | 0      | 6     |
| 2e   | Allemagne | 3  | 5      | 1      | 9     |
| 3e   | Russie    | 1  | 0      | 2      | 3     |
| 4e   | France    | 0  | 1      | 1      | 2     |
| 5e   | Suède     | 0  | 0      | 2      | 2     |
| 6e   | Autriche  | 0  | 0      | 1      | 1     |
| »    | Bulgarie  | 0  | 0      | 1      | 1     |